# Rotimi Peters
Rotimi Peters (* 18. Dezember 1955) ist ein ehemaliger nigerianischer Sprinter, der sich auf den 400-Meter-Lauf spezialisiert hatte.
Den größten Erfolg seiner Karriere feierte er bei den Olympischen Spielen 1984 in Los Angeles. Die nigerianische 4-mal-400-Meter-Staffel in der Aufstellung Sunday Uti, Moses Ugbisie, Rotimi Peters und Innocent Egbunike gewann in 2:59,32 min die Bronzemedaille hinter den Mannschaften der USA (2:57,91 min) und Großbritanniens (2:59,13 min).
Rotimi Peters ist 1,89 m groß und hatte ein Wettkampfgewicht von 62 kg. Er besuchte die Indiana University.

## Bestleistungen
- 400 m: 45,6 (1982)